# Phường 5, thành phố Bến Tre
Phường 5 là một phường thuộc thành phố Bến Tre, tỉnh Bến Tre, Việt Nam.

## Địa lý
Phường 5 có vị trí địa lý:
- Phía đông giáp phường An Hội
- Phía tây giáp Phường 7
- Phía nam giáp xã Mỹ Thạnh An với ranh giới là sông Bến Tre
- Phía bắc giáp Phường 6.

Phường có diện tích 0,50 km², dân số năm 1999 là 6.604 người, mật độ dân số đạt 13.208 người/km².

## Hành chính
Phường 5 được chia thành 4 khu phố: 1, 2, 3, 4.